# Bom Jesus do Sul
Bom Jesus do Sul är en kommun i Brasilien.   Den ligger i delstaten Paraná, i den södra delen av landet, 1 300 km sydväst om huvudstaden Brasília. Antalet invånare är 3 796.
Trakten runt Bom Jesus do Sul består till största delen av jordbruksmark. Runt Bom Jesus do Sul är det glesbefolkat, med 19 invånare per kvadratkilometer.